# Canna fumaria
Una canna fumaria è un elemento costruttivo che serve al convogliamento dei fumi derivanti da una combustione dall'interno di un locale o camera di combustione verso l'esterno.

## Materiali
Tradizionalmente è realizzata in mattoni o pietra legati con  malta. Le realizzazioni più recenti vedono l'utilizzo di:
- tubazioni metalliche di vario genere, per lo più in acciaio inox (tubazioni a parete singola, a parete doppia, flessibili singola parete con interno liscio)
- tubazioni in materiale refrattario, coibentate e inserite in "camicie" di materiale cementizio alleggerito con argilla espansa.
- tubazioni in materiale plastico a singola o doppia parete per generatori a basse temperature (caldaie a metano o gasolio).

## Utilizzo
La canna fumaria viene utilizzata principalmente per lo scarico fumi di stufe, camini, caldaie e forni funzionanti a legna, pellet, gas o gasolio.La normativa tecnica suddivide quella che è generalmente chiamata canna fumaria in tre parti specifiche:
- canale da fumo (condotto o elemento di collegamento tra generatore di calore e canna fumaria per l'evacuazione dei prodotti della combustione, ad esempio i tubi a vista di una stufa a legna)
- canna fumaria o camino (è la parte verticale)
- comignolo (è la parte terminale della canna fumaria, verso il cielo).
- Abbattitore di Fuliggine ad Acqua (L’abbattitore di fuliggine ad acqua neutralizzazione delle polveri sottili” viene interamente realizzato in acciaio INOX 316BA , trova applicazione in tutti i casi in cui, per vincoli paesaggistici o per impedimenti architettonici, non è possibile realizzare un sistema camino destinato allo scarico a tetto dei prodotti derivanti dalla combustione di stufe alimentate a pellet). Abbattitore di Fuliggine